# 冥王雪奈
冥王雪奈（又名為冥王剎那），是日本的武內直子所創作的動漫作品《美少女戰士》中的主要人物之一，她是冥王星的守護者Sailor Pluto，也是保護太陽系免受邪惡力量侵擾的美少女戰士之一。
冥王雪奈是系列中的第二輯裡加入的幾個新角色之一（動畫《美少女戰士R》，也被粉絲稱為「黑月帝國篇章」，在漫畫中並沒有給予官方名稱，但通常被稱為「黑月」或是粉絲的「黑月篇」）。她是該作品中獨一無二的角色，她獨自駐守於時空之門，擁有跟時間、空間、幽冥及黑暗相關的力量，其具體職責是禁止任何未經授權的人通過時空之門來進行時間旅行。她的出現相當於一個重組工具，好讓《美少女戰士》能夠超越原本應該要結束的關鍵點以延續故事。
她的角色與重要性在漫畫跟第一部動畫之間的差別很大（儘管奇怪的是她於兩個版本中的性情大致相同）。她在《美少女戰士Crystal》中，雖然加插了她說自己總是希望能夠跟自己的女王和其他守護者一同戰鬥的故事線，但她的角色基本上跟原著漫畫相同。在原著漫畫第二輯裡，有著大篇幅講述Sailor Pluto與豆釘兔的關係，因此她們二人都是重要角色。在動畫中，這段關係並沒有被專注，Sailor Pluto失去其顯著地位。由於豆釘兔事實上是男女主角於未來的女兒，故豆釘兔仍是個主角。該輯動畫以Sailor Pluto取代了反派的角色—黑月帝國，成為了故事專注談及的對象。
動畫中日語配音員為川島千代子，Crystal為前田愛 。

## 角色人物

90年代動畫中的冥王雪奈。

冥王雪奈（Sailor Pluto）是直至90年代動畫《美少女戰士R》後期才被加入的成員，儘管她出現於漫畫早期，但她的故事卻於動畫中段才開始。她是受倩妮迪女王的任命駐守於時空之門的守衛者。她的另一個名字—「冥王剎那」中的名字「剎」是指「極短的時間」，這與天王「遙」、海王「滿」的名字互相呼應。
冥王雪奈跟其他守護者不同（除了以女神命名的Sailor Venus），曾經有人質疑她是否完全是人類—她被描述為「永遠守護著時空之門的女神」。其太陽星座是天蠍座，守護星為冥王星，有指冥王星與天蠍座是由傳統的統治星球—由火星共同統治。
冥王雪奈作為外太陽系三戰士之一的Sailor Pluto，也扮演著豆釘兔的守護者。她在未變身的形式中，是十位美少女戰士中最年長的一人，其年齡大約是十多歲的後期或更年長。Sailor Pluto稱呼豆釘兔為「Small Lady」，這突顯出她對這位未來女王的尊重，而豆釘兔通常以暱稱「Puu」來稱呼Sailor Pluto。她是在動畫中首見於透過露娜P跟豆釘兔聯繫的人，然而此事並不會在漫畫或《美少女戰士Crystal》中發生；而事實上，露娜P的這種通訊功能只會在動畫中出現。她的個性被描述為有距離感而且有點孤獨；然而，她一直對豆釘兔表現出溫暖和感情。
Sailor Pluto也跟戴安娜是很好的朋友，因為她考慮到戴安娜跟露娜與阿提密斯的關係，所以就聯想到豆釘兔跟月野兔和地場衛是何種關係，並偶爾信任戴安娜暫代她看守著時空之門。
在動畫中，Sailor Pluto於相對較少的集數裡出現（儘管她是第六名被介紹的水手服戰士），她並沒有做任何真正有重大意義的事情，即使是她犧牲的情節也只存在於漫畫中，儘管那情況在劇情上的確有點可怕和令人心痛，但作者認為有需要包括在內。
在原著漫畫及《美少女戰士Crystal》的第二輯中，她在犧牲自己後由新倩妮迪女王轉世到現代（然而新倩妮迪女王於動畫中從未確立轉世的能力）。第二輯故事的事件之後，冥王雪奈離開時空之門來暫時跟天王遙、海王美智留及重生後的土萌螢以一般人的身分生活，成為一名主修物理學的大學生，知識淵博，甚有大姐姐或是媽媽的風範。她在第三季的出現並沒有明確的理由，她只是以從未提及友過的平民形式出現，並沒有任何特殊能力。這很可能是由於Sailor Pluto的犧牲沒有在《美少女戰士R》發生，以及「無限篇章」中需要她的存在。
冥王雪奈在漫畫與動畫之間出現的連續性出現了一個小小的巧合，Sailor Pluto在兩個時間上（暫時）完結，但其時間不同：她在漫畫及《美少女戰士Crystal》的死亡時間推早了很多，比起豆釘兔被洗腦後成為的Black Lady，因看著自己的死亡而該對方憶起二人之間的友誼，從而重新喚醒對方善良的一面。這也是Sailor Chibimoon再次於動畫出現早得多的地方。然而，對於所有意圖和目的，Sailor Pluto存在於漫畫和《美少女戰士Crystal》中的時間以外的技術細節，這意味著她能夠像一個普通的女孩般轉世，但她仍然需要存在於時間之門的崗位上（這並不會引起漫畫和《美少女戰士Crystal》開端的連續性的問題）。她交替地在時間軸上向後轉世，所以冥王雪奈在第2輯裡知道自己將會在第3-5輯成為Sailor Pluto。
當冥王雪奈轉世後，她變得更加友好，但仍然不是有很多情緒（雖然在漫畫中有時她表達的情感比動畫更多），她放鬆到足以把酒精帶到未成年人的生日會。後來在漫畫的「無限篇章」尾段中，她跟天王遙及海王美智留一起照顧以嬰孩的模樣重生的土萌螢，但並非直至第五輯及最後一輯的動畫才出現。
在動畫中，冥王雪奈似乎沒有跟任何非美少女戰士成員聯繫，這在漫畫以及《美少女戰士Crystal》中與其他戰士的連續性形成鮮明的對比。在後者故事中，她跟同齡而且就讀同一所大學的西村麗香結為好友，她們也可能對時尚有共同興趣。事實上，當天王遙及海王美智留於動畫中出現，冥王雪奈就會失去其獨立性並跟隨她們的行為，儘管對於他們的理想主義並沒有對內心如此苛刻。反之，在漫畫及《美少女戰士Crystal》中，冥王雪奈跟天王遙及海王美智留是對等的關係，在重新覺醒前，她甚至試圖獨自調查無限學院的奇怪事件。
Sailor Pluto跟Sailor Neptune及Sailor Uranus不同，她對內太陽系戰士們的態度是較和藹可親的，並曾多次協助眾人。她在第二輯故事中仍允許眾人穿越時空，即使這通常不被允許的；在第三輯故事中，即使她的同伴Sailors Uranus和Sailor Neptune希望這兩個團體分開時，她也經常向眾戰士們提供協助或建議。後來，冥王雪奈也加入眾水手服戰士對「小小（ChibiChibi）」的調查。
Sailor Pluto在漫畫及《美少女戰士Crystal》的變身中擁有額外且較少被引用的統治領域，但動畫中受到依稀暗示的影響，然而從未明確表達過。她於黑白漫畫較彩色插圖中的膚色比較深（有些西方的粉絲並沒有注意到的是，她的膚色在幾輯之間是不一致的—在《美少女戰士R》裡非常蒼白；《美少女戰士S》裡有點黝黑；在《美少女戰士Sailor Stars》裡是深橙色，讓她看起來像假曬黑；《美少女戰士Crystal》中，她很黑得可以說是她的陰影跟其他人不一樣，但這與武內直子在她的彩色插圖中描繪她的方式相當一致），她所穿著黑色主題的水手服被識別為「地獄的守護者」。她還被稱為「時間之神柯羅諾斯」的女兒。她是無情的戰士，遵循相當嚴謹的法律，處決任何敢於尋找時間之門以侵擾地獄的入侵者。她幾乎把Sailor Moon殺死了，後來才意識到她是誰人，並說：「所有打破禁忌的人都必須被消滅」。露娜也向其他人說，由於她的統治和性質，根本沒有人知道Sailor Pluto的存在，據她所知，也沒有人曾經見過她。露娜留意到她雙眼裡流露的悲傷，故稱她為「孤獨的戰士」。在漫畫和《美少女戰士Crystal》中，甚至連貓星人最初也不知道她的存在。
在漫畫及《美少女戰士Crystal》中，Sailor Pluto的犧牲場景隱約暗示了她對安迪美奧國王的浪漫情感，然而這個情節此後從未被再次探索。然而在美少女戰士音樂劇中，她對安迪美奧國王有著暗戀之情，並在歌曲中明確提到。在漫畫及《美少女戰士Crystal》中，這情況只能透過描繪Sailor Pluto於安迪美奧國王身邊時臉紅，以及在她去世期間安迪美奧國王跑到去安慰她的反應來表達。音樂劇中的多個情況都表明了Sailor Pluto的單戀：飾演Sailor Pluto的演員齋藤麗（Rei Saitou）靠著飾演禮服蒙面俠的演員望月祐多（Yūta Mochizuki），並談到自己的新的一年的決議：在Sailor Pluto的身邊。這完全有可能是她只是喜歡安迪美奧國王，而非任何其他形式的地場衛—由於安迪美奧國王唯一曾在黑月篇章中親自現身，因此他不會出現於故事情節以外的原因是有道理的。作者武內直子也可以在寫完之後改變主意，因此該段情節被放棄了，自此再也沒有被提及過。

## 各方面與形式
冥王雪奈作為一個擁有不同的化身、力量、特殊的能力、變身及永恆延長壽命的角色，她擁有幾乎實質上跨越銀千年時代和30世紀這漫長的壽命，她隨着系列的進展而獲得多方面的身分及別名。 

### 冥王星公主
在銀千年的時候，Sailor Pluto是她所屬星球—冥王星的公主。她是有責任保護太陽系外緣的人之一。作為冥王星的公主，她居於其衛星冥衛一的城堡並穿著黑色的禮服，她的這種形態出現於原著漫畫的第41集以及補充藝術中。

### 水手服戰士
冥王雪奈的主要身分是個水手服戰士Sailor Pluto，她水手服的主題顏色是黑色和石榴石顏色（深紅色寶石），她的第一代制服中並沒有袖子（超級形態中有新增袖子並多加一層透明薄紗），還在貼頸項鏈上鑲有寶石，然而服裝上顏色在各個版本之間沒有改變。在漫畫的「黑月篇」中，她的腰部掛著一串鑰匙。這個配飾已包括在《美少女戰士Crystal》的角色設定中，但並沒有收錄於首部動畫中。她在系列中有不同的稱號，包括：變革守護者、革命守護者、往生守護者，以及最普遍的—時間守護者。她的性格在變身前後並沒有明顯的不同，就像其他水手服戰士們所見的那樣。
Sailor Pluto擁有時間和空間的力量，她通常駐守在時空之門以防止其他未經授權的人使用。當倩妮迪女王要求她履行此職責時，她被賦予了三個「禁忌」，她被禁止違反的規則：她不能穿越時間；她不能棄其守門人之崗位於不顧；她絕不能讓時間停下。若她確實把時間停止，她的性命將會被沒收。在整個系列中，Sailor Pluto把這三個「禁忌」全都違反了。
隨著Sailor Pluto變得越來越強大，她獲得額外的力量，並在關鍵點上以她的制服的變化來反映這一點。第一個變化發生在漫畫的第39回，當她獲得冥王星水晶時，她的裝備變得類似於超級美少女戰士般。此時她沒有獲得新的稱號。類似的事件再次發生於動畫的第167集，並且被命名為超級Sailor Pluto。第三種變化，是僅限出現於漫畫形式的第42回中，該形式未有被命名，但類似於永恆Sailor Moon（有羽翼那種）。

## 特別技能與力量
冥王雪奈在未變身的時候並不能使用異能。在動畫中，她必須首先透過舉手，或是把稱為變身棒的特殊裝置拋到空中並大喊變身咒語。在動畫中，雖然她確實升級到超級Sailor Pluto，然而她的水手水晶及變身過程並未有在屏幕上展示。
她揮動的石榴石權杖是一枚巨大的鑰匙，其頂部有一顆石榴石寶珠和一顆心。那顆寶珠是Sailor Saturn覺醒所必需的三件物品之一，也是參考日本皇家御用物品之一的寶石。Sailor Pluto與石榴石特別有關聯的原因，這有可能是由於一個關於她以冥界為主的力量與神話而精心製作的雙關語。在日本名字中，石榴石是「石榴的石頭」，在希臘神話中，普西芬妮成為了「冥王」的妻子，而石榴是冥界的食物。因此，冥界之王星球（冥王星）的守護者把將石榴石融入她的裝備與武器中。
然而，冥王星上有一個心形區域是一個意外，因為武內直子截至2015年之前也無法得知冥王星現實中的樣子，圍繞其腰間的時間之鑰看起來就像迷你的石榴石權杖，這些鑰匙是能夠穿越時空的唯一途徑。
在占星術和神話的原因上，Sailor Pluto在時間和空間上的力量某程度上跟Sailor Saturn的破壞力相關。由於羅馬神話中，冥界的領域與冥王星有關係，故Sailor Pluto的必殺技經常包括著帶有冥界的名稱（在漫畫的第32回裡，她自稱「對幽冥的星球—冥王星進行保護」）。這明顯地出現於她的第一個必殺技—破滅喘鳴，那是她於第一個動畫中的主要攻擊。它不同於該系列中的任何其他攻擊，當使用該必殺技時，其名稱只需要低聲說出，而不需大聲叫喊。
Sailor Pluto使用所有的必殺技都涉及利用石榴石權杖，其形狀有如一把巨型的鑰匙，是她對時空之門守護者的職位及職責的一種象徵。在羅馬神話中，據說冥王星之神擁有一把鑰匙，因為「他們說所謂的冥界已被冥王星封鎖，並且沒有人能夠再從那裡回來。」。意大利神話學家、詩人、人文主義者兼歷史學家拿塔利·康提引用保薩尼亞斯注意到冥王星屬性的關鍵，因為那權杖是朱比特（羅馬宙斯）及海神涅普頓的三叉戟。
在漫畫中，Sailor Pluto也有其他的必殺技，包括「時空嵐擊」，和具防禦性的力場「時空球」。
隨著時間的推進，雖然Sailor Pluto是被禁止阻礙其必殺技繼續進行，但她完全有足夠的力量這樣做。她在漫畫及動畫中各使用這種力量一次。在動畫中，她使用這種力量讓Sailors Uranus及Sailors Neptune在直升機爆炸中倖免於難；她亦利用它來阻止狄文王子把過去與未來的銀水晶互相碰撞，使它在時間悖論中把宇宙摧毀。在每種情況下，她都會在死亡之痛苦中犧牲自己，但她在系統的後期裡重生。
除了這些必殺技，當時空門被濫用時，Sailor Pluto能夠關閉通往其他世界的通道。在漫畫的無限篇章的尾聲（對應於動畫的《美少女戰士S》）中，Sailor Saturn要求她永遠封鎖通往法蘭克90所屬的死亡毀滅者世界，並透過「冥空封印」來做到。
Sailor Saturn把冥王星水晶交給她，這也許是Sailor Pluto最重要的擁有物。那是Sailor Pluto的水手水晶及其所有力量泉源，這於第五輯故事《美少女戰士Sailor Stars》中變得尤其重要。它也跟她的生命息息相關，若它被盜的話，她便會死亡，這就是《美少女戰士Sailor Stars》漫畫中所發生的事。但是，嘉拉西亞讓她恢復變成了殭屍，讓她使Sailor Moon心理上受到折磨。當Sailor Moon擊敗了混沌卡奧斯（Chaos）後，Sailor Pluto及所有人都恢復了生命，她在漫畫結束時終能夠見證到阿兔與阿衛的婚禮。

### 變身力量

#### 動畫版
- 冥王星行星力量，變身！[24]（Pluto Planet Power, Make Up!）
- 冥王星水晶力量，變身！[25]（Pluto Crystal Power, Make Up!）

#### 漫畫版
- 冥王星行星力量，變身！（Pluto Planet Power, Make Up!）
- 冥王星水晶力量，變身！（Pluto Crystal Power, Make Up!）

### 必殺技

#### 動畫版
| 90年代動畫版 | 90年代動畫版 | 90年代動畫版            | 90年代動畫版          | 90年代動畫版            | 90年代動畫版   | 90年代動畫版         | 90年代動畫版 |
| 初次出現回數 | 日文原版     | 英語                    | 台灣翻譯 (MOMO親子台) | 台灣翻譯 (華視)         | 香港翻譯 (TVB) | 香港翻譯(VHS/LD/VCD) |              |
| --- | ------------ | ----------------------- | --------------------- | ----------------------- | -------------- | -------------------- | ------------ |
| 112 |              | Dead Scream             | 死亡驚叫              | 冥王電光 死亡之球 (VCD) | 破滅鑼鳴       | 死亡呼嚎             |              |
| Sailor Pluto的必殺技—「破滅喘鳴」，又名為「冥界之風」。時空寶珠鳴叫並閃射出耀眼的光芒後，沙塵暴缠绕着時空權杖並在權杖頂端匯集能量，然後Sailor Pluto以低沉地嗓音念出必殺技的名稱，權杖頂端形成一個帶有紫紅色光環的紫色能量球，隨後雙手握着時空權杖旋轉一圈後，把能量球對着敵人的方向發射出去。受到攻擊的敵人會瞬間被紫光籠罩，尖叫着化為灰燼。 此必殺技也在《美少女戰士Sailor Stars》的第1集出現，當必殺技的名稱被呼喊後，一個带有水藍色光环的紫色能量球會飛出來並擦着地面高速前進，擊中敵人後會發出一道閃光將敵人瞬間粉碎。 |              |                         |                       |                         |                |                      |              |
| Crystal（新版動畫） |              |                         |                       |                         |                |                      |              |
| 初次出現回數 | 日文原版     | 英語                    | 台灣翻译 (台視HD)     | 香港翻譯 (ViuTV)        |                |                      |              |
| 19 |              | Dead Scream             | 死亡驚叫              | 破滅鑼鳴                |                |                      |              |
| Sailor Pluto一邊以高聲調叫出必殺技的名稱，一邊用雙手快速地揮舞着時空權杖，飛速朝目標沖刺而去，打出一些紫色的摩擦能量使目標受到傷害。 Crystal第三期中改為將寶珠發出光芒的時空權杖揮下，並用低沈地嗓音念出必殺技的名稱後，敵人瞬間被紫色能量柱籠罩着，在悲慘的尖叫聲中化為灰燼。 |              |                         |                       |                         |                |                      |              |
| 34 |              | Chronos Typhoon         | 時空嵐击              | 時空嵐击                |                |                      |              |
| Sailor Pluto把時空權杖以雙手高舉，然後冥王星的符號在權杖頂端来了一個旋轉，其頂端開始圍繞自身向下放出螺旋狀的白色沙塵，Sailor Pluto隨即雙手握着時空權杖轉了兩圈後用低沉地嗓音呼喊出其必殺技名稱，然後隨手揮動出一陣風沙以進行攻擊。 |              |                         |                       |                         |                |                      |              |
| Cosmos 動畫劇場版 |              |                         |                       |                         |                |                      |              |
| |              | Chronos Typhoon         |                       |                         |                |                      |              |
| 邪惡版Sailor Pluto先把時空權杖上的時空球取下並用左手高舉，喊出絕招名稱為時空球蓄力，其後雙手拿起時空球以置中狀態下，連續發射出數個紅色風刃朝着Sailor Moon進行攻擊。 而在前篇的OP中，Sailor Pluto以右手托着時空球發射出帶有風暴的紅色光束。 |              |                         |                       |                         |                |                      |              |
| |              | Galactica Cannon        |                       |                         |                |                      |              |
| 邪惡版Sailor Pluto和邪惡版Sailor Saturn的合體技能。Sailor Pluto先用左手高舉起發出光芒的時空球，而Sailor Saturn則揮舞並旋轉其武器沈默之鐮，兩人以共同蓄力的方式下形成一個發出黑色電擊的能量黑洞，然後一起將武器指向Sailor Moon，黑洞瞬間形成一個能量光球向Sailor Moon一眾人進行攻擊。能量光球擊中目標後將目標封鎖在黑洞中，並且在戰鬥空間上空打出一個黑色蘑菇雲。 |              |                         |                       |                         |                |                      |              |
| |              | Galactica Planet Attack |                       |                         |                |                      |              |
| Sailor Pluto在嘉拉西亞操控下，跟水星、火星、木星、金星、天王星、海王星及土星共同發出的合體技能。 |              |                         |                       |                         |                |                      |              |

#### 漫畫版
| 日文原版 | 英語            | 大然文化 | 天下出版 | 中国对外翻译出版                |
| -------- | --------------- | -------- | -------- | ------------------------------- |
|          | Dead Scream     | 死亡尖叫 | 死亡怒號 | 死亡之神                        |
|          | Dead Scream     | 破灭喘鸣 | 破灭喘鸣 | 破灭喘鸣                        |
|          | Chronos Typhoon | 時空嵐擊 | 時空嵐擊 | 时空台风 时空岚击 时空巨岚·攻击 |
|          | Garnet Ball     | 時空球   | 時空球   | 時空球                          |
|          | Dark Dome Close | 冥空封印 | 冥空封印 | 冥空封印                        |

## 發展
在第10卷的漫畫背面列出了冥王雪奈的統計數據，很不尋常的是，那些都從未在其系列中出現過。她在學校裡最喜歡的科目是物理課，這追蹤至其大學主修的理論物理學。她對綠茶的喜愛於日本人之中是很常見的事。然而更不調和地，她被列為縫紉技巧熟練的人，夢想是成為一名時裝設計師。雖然這些興趣在實際故事中從未被提及過，但系列的創作者武內直子把冥王雪奈的藝術概念畫下來，並在現實生活中的超級名模所穿的衣服中實現出來。同樣地，冥王雪奈實際上從未表現出喜歡購物，也不喜歡蟑螂、茄子，或修讀音樂，然而在角色被介紹後，武內直子把這些所有東西都有很好的刻畫。事實上，故事中幾乎沒有任何關於她個人生活或利益的事情被揭示出來。目前還不清楚她有否變身前的歷史，因為多次的時空穿梭和死亡及轉世讓其背景故事複雜化。她就天王遙及海王美智留般那樣把自己的生命，以及遠離世俗的夢想以奉獻作為水手服戰士（這很可能是她一開始便遠離而孤獨）。同樣地，儘管她出生於天蠍座標誌下，但她並沒有表現出任何該星座的性格特徵；它似乎只是由於其占星術意義而被選中。另外，根據武內直子於不同藝術畫冊中的筆記，她提到「冥王雪奈即使在家裡也穿著熱褲（偏短的短褲），但基本上她也喜歡長裙子」，並且她相信「冥王雪奈應該永遠穿白色衣服」。
冥王雪奈的姓名的日本漢字為冥王，它們在一起便構成了日語中的矮行星—冥王星。她的名字的意義並非固有的，但它本身在日語中就意味著「時刻」，適用在她基於時間的力量。

### 聲演及演出
在第一部動畫的日本配音中，冥王雪奈的角色由川島千代子聲演，在《美少女戰士Crystal》及所有媒體的配音中，她由前田愛聲演。
在音樂舞台劇中，冥王雪奈一角由九位女演員飾演，分別為：細木美和（Miwa Hosoki）、齊藤禮子（Rei Saitou）、神矢ゆき（Yuki Kamiya）、中澤聖子（Seiko Nakazawa）、渡部照代（Teruyo Watanabe）、穗坂優子（Yuko Hosaka）、中江友木子（Yukiko Nakae）、船津未帆（Miho Yokoi）及 石井美繪子（Mikako Ishii）飾演。
在一個節目《Usagi * Ai no Senshi e no Michi》中，冥王雪奈只是以一個輪廓出現，此角色由佐田真理惠（Noriko Kamiyama）飾演。

## 評價
《美少女戰士》的官方角色人氣民意調查把冥王雪奈與Sailor Pluto分開作獨立個體以作投票。1994年，在51個選擇中，冥王雪奈成為最受歡迎角色的第13位，而Sailor Pluto則位列第5位。在1996年早期，冥王雪奈於51個選擇中，成為最受歡迎角色的第29位，而Sailor Pluto則在第21位。